# 1956 Artek
Az 1956 Artek (ideiglenes jelöléssel 1969 TX1) egy kisbolygó a Naprendszerben. Ljudmila Csernih fedezte fel 1969. október 8-án.